# Cabanillas del Campo
Cabanillas del Campo es un municipio y localidad española de la provincia de Guadalajara, en la comunidad autónoma de Castilla-La Mancha. El término municipal, encuadrado en el eje industrial del Corredor del Henares, tiene una población de 11 329 habitantes (INE 2024). La localidad, muy próxima a la capital provincial, es una de las poblaciones que en los últimos años registra un mayor crecimiento poblacional en toda la provincia.

## Toponimia
Cabanillas responde al diminutivo medieval de cabañas, entendidas como las pequeñas casillas rústicas y toscas donde se resguardaban los pastores, si bien Cabanillas era un lugar, como otros de alrededor de Guadalajara, donde los lugareños dedicados al pastoreo tenían sus cabañas. El apellido del Campo responde a la pertenencia de Cabanillas a la sexma del Campo dentro de la comunidad de villa y tierra de Guadalajara.

## Símbolos
El escudo heráldico que representa al municipio fue aprobado oficialmente el 24 de enero de 1992 con el siguiente blasón:

Escudo español en campo de sinople, una torre eclesial de oro, sobre ondas de plata y azur, acompañada en el cantón superior diestro de la Cruz de la Orden de Santo Domingo (Cruz floronada, cuartelada de sable y plata). Al timbre corona real cerrada.
Diario Oficial de Castilla-La Mancha nº 8 de 31 de enero de 1992

La descripción textual de la bandera, aprobada el 22 de abril de 1992 es la siguiente:

Paño rectangular de proporciones 2:3, dividido verticalmente en tres porciones iguales, de color carmesí la que corresponde al asta, blanca la central y verde la del batiente. Lleva sobre la parte blanca el escudo de armas municipal timbrado.
Diario Oficial de Castilla-La Mancha nº 33 de 6 de mayo de 1992

## Geografía
Integrado en la comarca de La Campiña de Guadalajara, se sitúa a 7 kilómetros del centro de la capital provincial. El término municipal está atravesado por la autopista radial R-2 (Madrid-Guadalajara), por la autovía del Nordeste (A-2), por la autovía autonómica CM-10, que sirve de circunvalación norte y oeste de la capital, por la carretera nacional N-320, entre los pK 292 y 298, y por las carreteras autonómicas CM-1007, que conecta con la capital, y CM-1008, que conecta con Alovera y Marchamalo.  
El relieve del municipio es predominantemente llano, estando atravesado por el canal del Henares, que sirve para el regadío. La altitud oscila entre los 810 metros al oeste, en el límite con Valdeaveruelo, y los 620 m a orillas del río Henares, al sur, que hace de límite con Chiloeches. La localidad está situada a una altitud de 691 m sobre el nivel del mar.
| Noroeste: Guadalajara (exclave) | Norte: Guadalajara (exclave) | Noreste: Marchamalo |
| Oeste: Valdeaveruelo            |                              | Este: Guadalajara   |
| Suroeste: Quer                  | Sur: Alovera                 | Sureste: Chiloeches |

## Historia
Los escasos datos que se conocen de Cabanillas tiempo atrás se remontan hacia el siglo IX. Lo que si está más claro, a entender por el nombre del lugar, es que se trataba de una pequeña agrupación de cabañas, posiblemente no fijas, habitadas, o simplemente usadas, por agricultores y pastores.
Con la conquista cristiana de Guadalajara en el siglo XI por parte de las tropas de Álvar Fáñez al servicio de Alfonso VI, el lugar de Cabanillas pasa a formar parte del común de la villa de Guadalajara. Continúa siendo un pequeño lugar de refugio del pastoreo de la campiña como otros tantos de la comarca. En 1432, Juan II de Castilla cede al marqués de Santillana varias aldeas, incluida Cabanillas, como pago a sus servicios en su guerra frente a los infantes de Aragón, y en 1502, Pedro Hurtado de Mendoza, hijo de Santillana, fundó próximo a Cabanillas, en el lugar de Benalaque, un convento dominico, que a mediados de siglo fue trasladado a Guadalajara y en el cual ingresó un joven Bartolomé de Carranza. En 1627 el pueblo compra la jurisdicción de villa a Felipe IV y en 1873 se le incorpora el lugar de Valbueno.
Hacia mediados del siglo XIX, el lugar tenía contabilizada una población de 416 habitantes. La localidad aparece descrita en el quinto volumen del Diccionario geográfico-estadístico-histórico de España y sus posesiones de Ultramar de Pascual Madoz de la siguiente manera:

CABANILLAS DEL CAMPO: v. con ayunt. en la prov. y part. jud. de Guadalajara (1 leg.), aud. terr. y c. g. de Madrid (9), dióc. de Toledo (21), vicaria de Alcalá de llenares (3 1/2): sit. parte en llano y parte en cuesta, dominada hacia el O. por un pequeño cerro: disfruta de buena ventilacion y dilatado horizonte, con clima sano, sin que se conozcan mas enfermedades dominantes que las tercianas y algunas pulmonias: tiene 112 casas, la de ayunt., cárcel, una posada pública, un edificio destinado á granero del pósito, otro llamado el pontifical, que fué de los partícipes de diezmos, una fuente de aguas gruesas; escuela de instruccion primaria elemental completa, á cargo de un maestro dotado con 1,460 rs. del fondo de propios, y 200 rs. y 12 fan. de trigo, retribucion de los 41 alumnos que asisten, y una igl. parr. (San Pedro Apóstol), servida por un cura cuya plaza es de segundo ascenso y de provision en concurso general; el edificio de construccion moderna y muy sólida, consta en su interior de 3 naves, tiene 103 pies de long., 49 de lat. y 63 de elevacion hasta la bóveda; lo único que llama la atención es un elegante tabernáculo, el órgano, obra de D. José Verdaionga; una efigie de San Francisco Javier, un cuadro de la Sagrada familia y otro de San Ildefonso: no hay mas alhajas y vasos sagrados de oro y plata, que los indispensables para el culto, pues las tropas francesas las robaron hasta en cantidad de 13 a. en la época de la guerra de la Independencia, haciendo ademas tan exorbitantes y continuadas exacciones, que el pueblo, despues de agotar todos sus recursos, se vió en la precision de vender el reloj público que estaba en la hermosa torre de la igl.; confina el térm. N. Marchámalo; E. Guadalajara; S. Alovera y Chiloeches, y O. Valbueno y Quer; dentre de esta circunferencia, se encuentran 4 ermitas: (la Soledad con el cementerio público, la Concepcion, Sta. Ana y San Sebastian); una fuente de buen agua y el desp. de Benalaque, en el cual brotan ademas 3 manantiales: el terreno en su mayor parte es llano, á escepcion de algunos regueros ó barrancos muy a propósito para yerbas de pasto; las tres cuartas partes se destinan á la siembra de cereales, legumbres y hortalizas, y la otra al plantio de olivos y viñedo, comprendiéndose en esta una buena deh. de los propios. caminos: los de pueblo á pueblo todos carreteros y en buen estado. correo: se recibe de la adm. de Guadalajara, por medio de un cartero pagado de los fondos públicos, que va á recogerlo tres veces á la semana. prod.: trigo, cebada, centeno, avena, garbanzos, vino, aceite, algunas hortalizas, y pocas, aunque esquisitas frutas; cria ganado lanar, caballar, mular y de cerda; caza de perdices, conejos y liebres. ind.: un molino aceitero correspondiente á los propios, y otro harinero impulsado por el Henares, que pasa tocando los lím. de la jurisd. comercio: esportacion de los frutos sobrantes á los mercados de Alcalá y Guadalajara, é importacion de los artículos de que carece la v. pobl.: 97 vec., 416 alm. cap. prod.: 12.173,800 rs.: imp.: 239,125 rs. contr., 21,950. presupuesto municipal: 16.098 rs.; se cubre con los prod. de propios y arbitrios, y el déficit por reparto vecinal.
(Madoz, 1846, p. 17)

A lo largo del tiempo, Cabanillas ha sido, como otros tantos, un pueblo agrario en las proximidades de Guadalajara. El cambio viene dado a la localidad desde los años 1990 en los que Cabanillas del Campo multiplica su población por diez y se convierte en una pequeña ciudad industrial y de servicios, dormitorio de Guadalajara y de Madrid.

## Demografía
Cabanillas del Campo cuenta con una población de 11 329 habitantes (INE 2024).
| Gráfica de evolución demográfica de Cabanillas del Campo entre 1842 y 2021                                          |
| |
| Población de derecho según los censos de población del INE Población de hecho según los censos de población del INE |

Históricamente, la población de Cabanillas del Campo ha ido creciendo levemente, oscilando entre los 400 habitantes y los 1000 en siglo y medio. El mayor crecimiento poblacional dado en el municipio es a partir de mediados de los años 1990 cuando se produce un desarrollo industrial en torno a la localidad y un desarrollo urbanístico consecuencia de la llegada de población procedente de Guadalajara y Madrid, principalmente. Así, en tan sólo tres lustros la población prácticamente se decuplica.
Según los datos aportados por el Instituto Estadístico de Castilla-La Mancha, la tasa de natalidad se sitúa en 29,7 ‰, siendo así la más alta de España, lo que tiene por consecuencia una población muy joven, concentrándose la mayor parte de la población entre los 0 y los 14 años y entre los 30 y los 40. La mayor parte de los vecinos de la localidad son naturales en la Comunidad de Madrid y de la ciudad de Guadalajara, que encontraron en Cabanillas y en sus urbanizaciones, al igual que ocurre en otras localidades cercanas, un "válvula de escape" de la urbe.

## Comunicaciones
La situación estratégica de Cabanillas del Campo, junto al lugar de paso entre Madrid y Barcelona y a escasos kilómetros de Guadalajara, ha dado pie a que el municipio se vea atravesado por importantes vías de comunicación:
- La CM-1007 es la carretera que atraviesa la localidad y que es el camino clásico entre Guadalajara y Torrelaguna. En torno a ella se han desarrollado varias zonas de cultivo y han surgido algunas de las urbanizaciones de la localidad.
- La Autovía del Nordeste cruza por el sur del municipio. Es el eje principal, junto con las vías del ferrocarril, del Corredor del Henares dejando consigo un amplio desarrollo industrial y logístico, pues es vía de frecuente circulación de vehículos ligeros y pesados.
- Paralela a la A-2 discurre la línea ferroviaria convencional Madrid-Barcelona, otra importante vía de comunicación. Entre ésta y la autovía es donde se sitúa la principal zona industrial de la localidad. Las vías ferroviarias sustentan el paso de numerosos trenes de mercancías, algunos de largo recorrido y, sobre todo, la línea C-2 de Cercanías Madrid, de la cual Cabanillas del Campo carece de parada siendo la más cercana la de Guadalajara.
- La N-320 bordea la localidad por el oeste y es vía de acceso hacia los nuevos desarrollos industriales.
- Otra gran vía de comunicación de la localidad es la Autopista Radial de Peaje 2, teniendo enlace directo en el municipio junto a la N-320 y a la zona industrial de La Quinta.
- La última vía en importancia de la localidad es la carretera de la Vega, también conocida como Autovía de la Patata o Carretera de la Patata, que une Cabanillas con las vecinas Marchamalo y Alovera.
- Además, sigue habiendo numerosos caminos rurales alrededor del municipio que comunican la localidad con las fincas y pueblos cercanos, destacando el que lleva a Alovera y a Quer desde el polígono de La Quinta, el que la une con Quer a través de Valbueno y el que lleva a Usanos por el monte Celada.

Cabanillas del Campo cuenta, además, con tres líneas regulares de autobuses interurbanos que recorre la localidad y la une con Guadalajara.

## Economía
Tradicionalmente Cabanillas del Campo ha basado su economía en la ganadería, sobre todo ovina, y en la agricultura tanto de secano como de regadío que le permite el paso del canal del Henares por el municipio. Sin embargo, la expansión industrial del Corredor del Henares permitió a partir de las décadas de 1980 y 1990 un amplio desarrollo de los sectores secundario y terciario. Así, en el año 2006 el 61,5% de los empleos se dan dentro del sector servicios, el 19,9 en la construcción, el 17,8 en la industria y tan solo el 0,8% de los activos se emplea en el sector primario. Mientras, el desempleo afectaba en ese año 2006 únicamente al 5% de los activos.
Cabanillas cuenta con dos zonas industriales y de servicios que se reparten 2 052 922 m² de suelo: 
- Entre la A-2 y las vías del ferrocarril Madrid-Barcelona el polígono industrial Cantos Blancos, dividido por el arroyo de Cabanillas en dos polígonos industriales, el n.º 1 en la parte más occidental y el n.º 2 en la más oriental.
- Al oeste de la localidad, junto a la N-320 y a la R-2, otros dos polígonos industriales, el n.º 4 o de La Quinta más al sur y el n.º 5 más al norte.
- Una tercera expansión industrial será la que se realice entre las dos actuales zonas industriales con una extensión de 1.700.000 m² aproximadamente.

## Gobierno y administración
El Ayuntamiento de Cabanillas del Campo, desde las elecciones democráticas de 1979 hasta 2011, ha estado regido por el Partido Socialista, bien en solitario por mayoría absoluta, bien en coalición con Partido Comunista o Izquierda Unida, en todos los mandatos excepto uno, siendo encabezado el gobierno municipal por Ramiro Almendros desde 1979 hasta 2003, y por Jesús Miguel desde 2003 hasta 2011. De 2011 a 2015 fue alcalde Jaime Celada PP. Desde 2015 es alcalde José García Salinas  PSOE.
| Periodo   | Nombre                 | Partido |
| --------- | ---------------------- | ------- |
| 1979-1983 | Ramiro Almendros Monge | PSOE    |
| 1983-1987 | Ramiro Almendros Monge | PSOE    |
| 1987-1991 | Ramiro Almendros Monge | PSOE    |
| 1991-1995 | Ramiro Almendros Monge | PSOE    |
| 1995-1999 | Ramiro Almendros Monge | PSOE    |
| 1999-2003 | Ramiro Almendros Monge | PSOE    |
| 2003-2007 | Jesús Miguel Pérez     | PSOE    |
| 2007-2011 | Jesús Miguel Pérez     | PSOE    |
| 2011-2015 | Jaime Celada López     | PP      |
| 2015-2019 | José García Salinas    | PSOE    |
| 2019-2023 | José García Salinas    | PSOE    |
| 2023-act. | José García Salinas    | PSOE    |

## Educación
El incremento de población joven hizo necesario la construcción de un nuevo equipamiento educativo que complementase al que ya había en la localidad. Así, Cabanillas del Campo cuenta con una escuela infantil municipal, Tres Torres, y una de titularidad privada, El País de Liliput; tres colegios públicos: CEIP San Blas, CEIP Los Olivos y CEIP La Senda, y un instituto, el IES Ana María Matute.

## Cultura

### Monumentos
El pequeño centro histórico de Cabanillas del Campo mantiene en parte la fisonomía propia de los pueblos de la Campiña. En él todavía se pueden contemplar ejemplos de la arquitectura típica castellana:
- Iglesia de San Pedro y San Pablo, del siglo XVII.
- Ermita de la Soledad, junto al cementerio municipal.
- Ayuntamiento viejo, típica casona castellana.
- Centro histórico con plazuelas, callejuelas y casonas típicas castellanas.

Las fiestas patronales son el 3 de febrero (San Blas) y primer fin de semana de mayo (El Cristo de la Expiración) y tercera semana de julio.

### Espacios
En el centro de la villa se alza la Casa de la Cultura, un edificio que concentra gran parte de la actividad cultural del municipio. En él se incluyen un salón de actos, el hogar del jubilado, un centro social, varios locales para talleres, la escuela municipal de música y danza, y escuelas de teatro, artes plásticas y fotografía.

### Fiestas

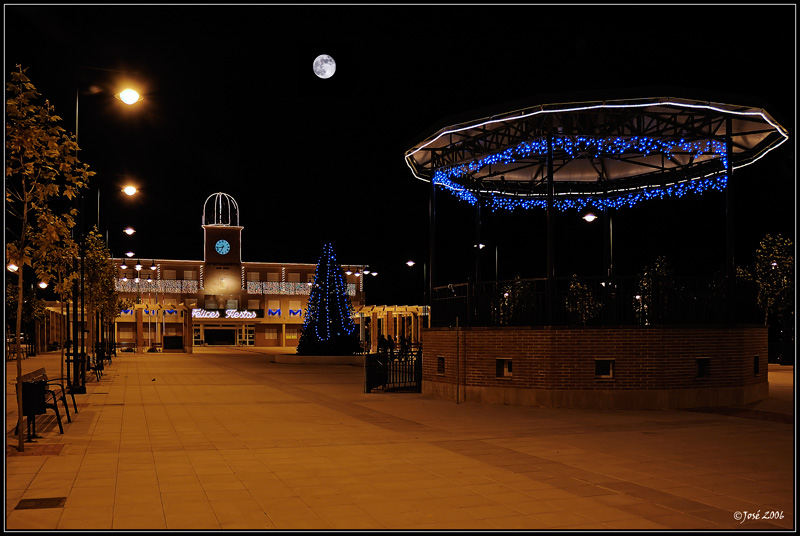
Casa consistorial nueva engalanada para la Navidad de 2006

En la villa de Cabanillas del Campo se celebran actualmente tres fiestas locales:
El día 3 de febrero se celebra San Blas, abogado, protector de la garganta y patrón del municipio.
El día 4 de mayo se celebra la fiesta de Santísimo Cristo de la Expiración con procesiones y misas además de charangas y verbenas. La tradición que inspira la fiesta del Cristo de la Expiración rememora un acontecimiento ocurrido en 1857. Una plaga de langosta estaba destrozando los cultivos del pueblo y los vecinos decidieron sacar en Santo Cristo en procesión para que se llevara la plaga, que en poco tiempo se fue hacia el río. Desde entonces se creó una cofradía en honor a esta imagen, que celebra su fiesta a principio de mayo.
En la tercera semana del mes de julio se celebran las fiestas populares, cuando el calor permite desarrollar un gran número de actividades, como por ejemplo los festejos taurinos y musicales. En estas fiestas de julio, los ciudadanos del pueblo y de sus alrededores forman "peñas" que se agrupan en distintas zonas o edificios para festejar estos días. Empiezan el miércoles de dicha semana donde por la noche cada peña compite por ganar un gran premio, una pata de jamón. Para conseguirla, deben tener el mejor disfraz o la mejor carroza. La trayectoria del desfile empieza en el recinto ferial y llega hasta el Ayuntamiento donde se dará el premio. Durante los siguientes días, distintas peñas crean juegos, dan comida y montan fiestas en sus recintos para el disfrute de todo el pueblo.

## Parques y jardines
Con los nuevos desarrollos urbanísticos de los años 1990 y años 2000 se han habilitado varias zonas de parques y jardines y zonas de esparcimiento en la localidad. Entre estos destacan el parque de Antonio Buero Vallejo, una 2 ha, el parque del Mirador del Henares, de casi 4 ha, y el parque Elena de la Cruz, de 4 ha.

## Deporte
La localidad cuenta con una amplia área deportiva que incluye tres campos de fútbol, varias pistas deportivas, un pabellón cubierto, un frontón cubierto, una piscina de verano y varias canchas de entrenamiento y perfeccionamiento deportivo para tenis, baloncesto, tiro con arco, etcétera. Al noreste de la villa se extiende un campo de golf de dieciocho hoyos.